# Igor Zubjuk
Igor Zubjuk (sinh năm 1961) là một vận động viên bóng ném người Hungary. Ông sinh ra ở Kyiv, Ukraina. Ông từng chơi cho đội tuyển bóng ném quốc gia Hungary và tham gia Thế vận hội Mùa hè 1992, nơi Hungary xếp thứ 7 sau khi đánh bại đội România trong trận cuối cùng.